# Kurt Jeschko
Kurt Jeschko (* 19. August 1919 in Linz; † 7. Juni 1973 in Wien) war ein österreichischer Sportjournalist und Fernsehmoderator.

## Leben
Jeschko wuchs in Wels auf. Er verlor 1940 als Oberleutnant der Wehrmacht den linken Arm. Er studierte in der Folge Geschichte, Germanistik und Philosophie, arbeitete aber gleichzeitig als Sportjournalist. Nach 1945 war er zunächst Sekretär des Wiener Rennvereins und Zielrichter der Galopprennbahn Freudenau. 1961 promovierte er mit einer Arbeit über Eugen Megerle von Mühlfeld zum Dr. phil.
Jeschko arbeitete journalistisch für die Sendergruppe Rot-Weiß-Rot, für die Zeitung Die Presse und seit 1958 für den ORF, wo er 1967 zum Chefkommentator aufstieg. Im Vergleich zum begeisterungsfähigen Heribert Meisel verkörperte er eher den zurückhaltend soignierten Reportertyp. Jeschko verfasste zwischen 1956 und 1972 auch etliche Sportbücher.
Kurt Jeschko erlag im 54. Lebensjahr einem Herzschlag. Sein Grab befindet sich auf dem Urnenfriedhof der Feuerhalle Simmering (Abt. 3 Ring 2 Gr. 7 Nr. 1).

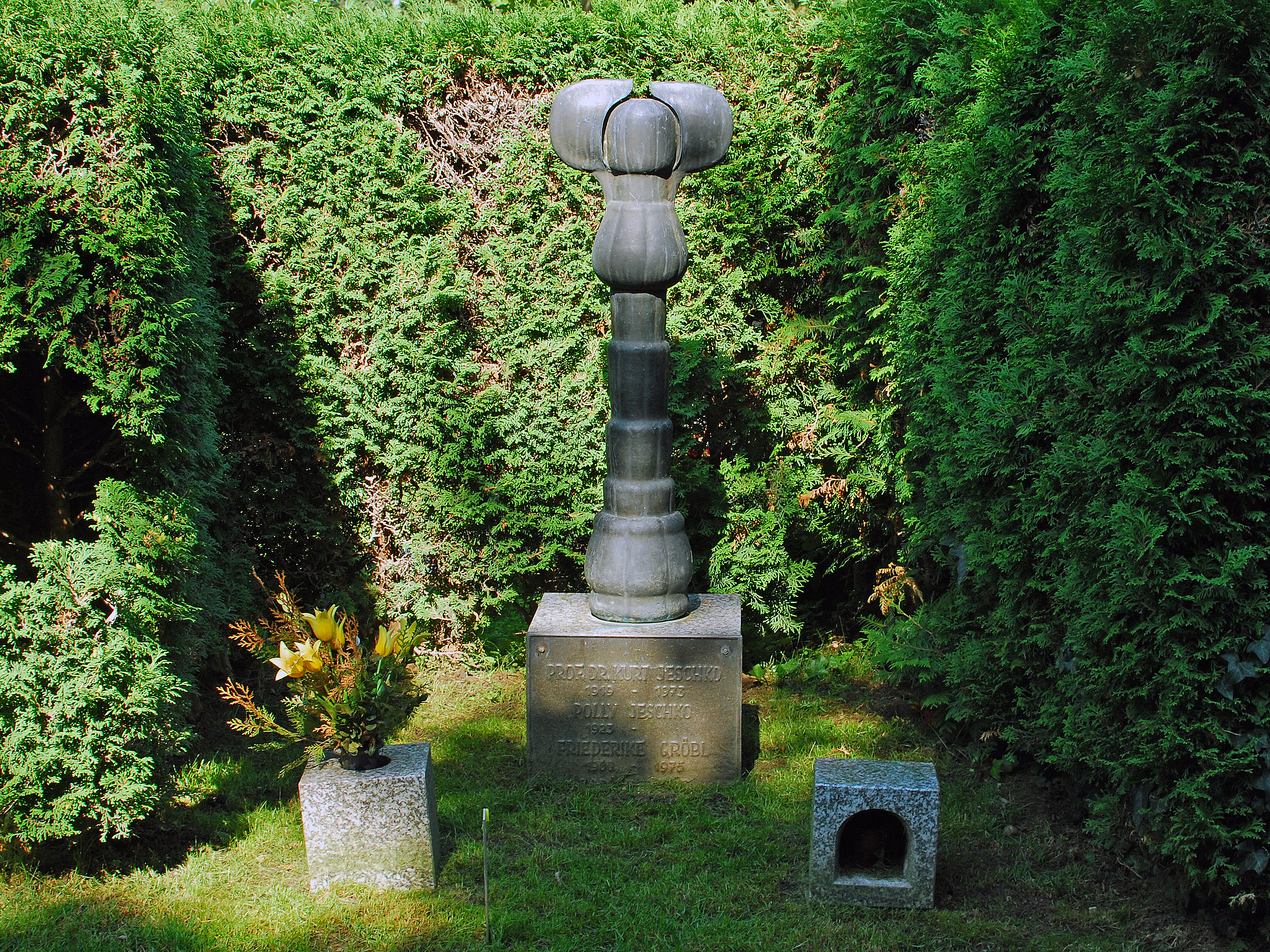
Grab von Kurt Jeschko, Urnenfriedhof Wien-Simmering

Er war seit 1960 Mitglied der Freimaurerloge Libertas und 1965 Gründungsmitglied der Loge Libertas Gemina.

## Auszeichnungen
- Berufstitel Professor (18. Dezember 1972)[3]